# Михаил Левенски
Михаил Левенски (на македонска литературна норма: Михаил Левенски) е лекар, поет, разказвач и драматург от Република Македония.

## Биография
Роден е през 1942 година в беровското село Владимирово, тогава анексирано от Царство България. Завършва Медицинския факултет на Скопския университет и специализира невропсихиатрия. Работи в Здравния дом на Скопие. Член е на Дружеството на писателите на Македония от 2000 година.
Учира на 28 септември 2010 година в Скопие.